# Михайло Павлище
Михайло Павлище (пол. Michał Pawliszcze, 26.01.1928 с. Затилля — 25.02.1989, с. Кшевськ) — суспільний діяч та діяч української культури у Вармінсько-Мазурському воєводстві Польщі, багаторічний голова гуртка УСКТ в Кшевську.

## Походження

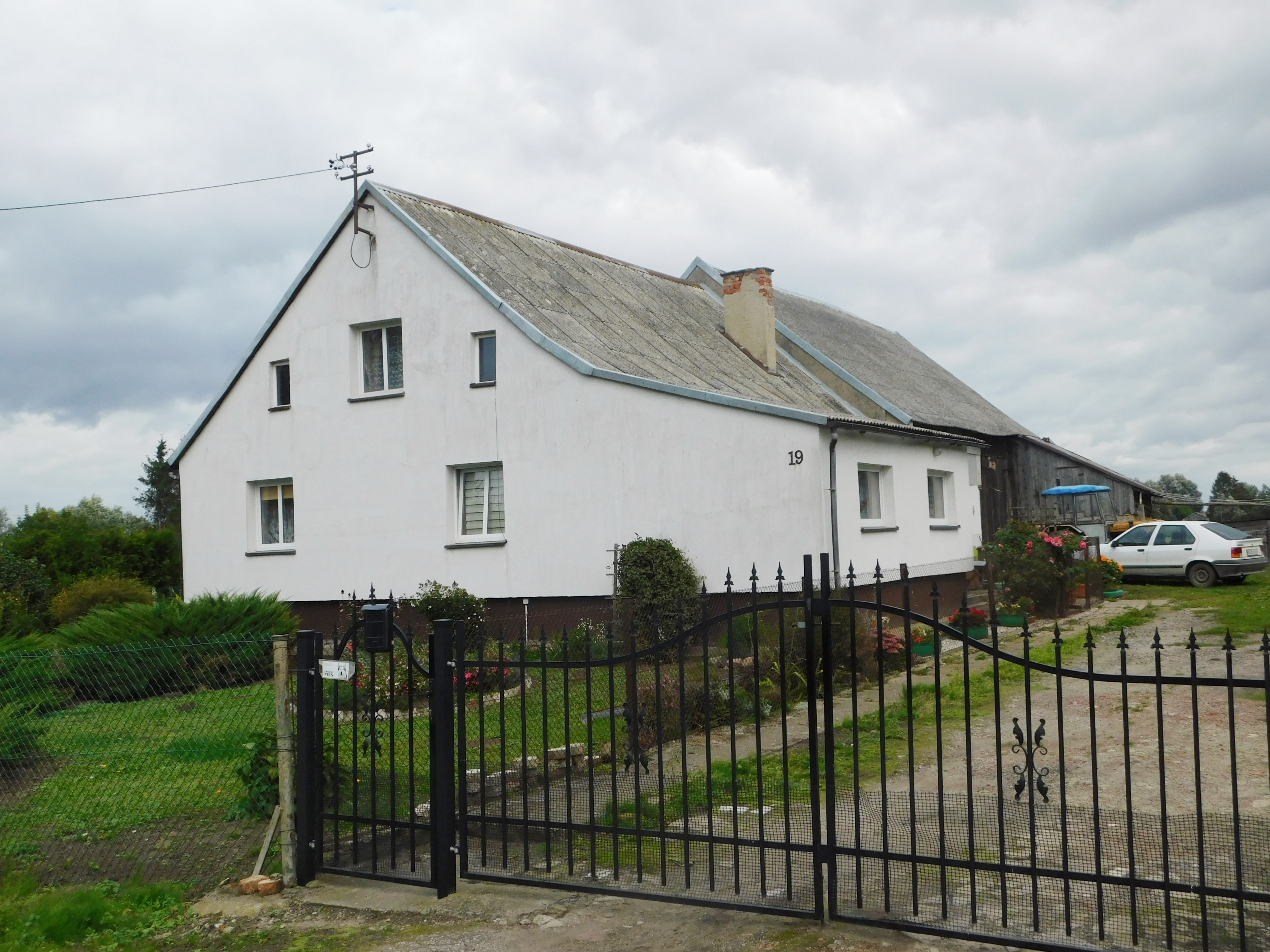
Будинок родини Павлищів в Кшевську. Фото 2022 р.

Народився 26.01.1928 р. у с. Затилля біля Любичі-Королівської. Найстарший син Михайла та Анни Павлищ. Старший брат Степана Павлища. Депортований разом зі своєю родиною до с. Кшевська (початкова назва Войцехово) в рамках злочинної акції «Вісла» Як старший син в родині прийняв господарство батька і господарював у родинній садибі в Кшевську 19.

## Діяльність в УСКТ
Михайло Павлище має великі заслуг в організації українського культурного життя в околицях Кшевська. Він став членом УСКТ з 1956 р. В 1957 р. за ініціативою членів повітового правління з Ельблонга, зокрема Лева Горака у Кшевську закладено самодіяльний гурток та вибрано його керівництво (заряд) на чолі з Степаном Путко. До складу заряду увійшли також Михайло Павлище, Андрій Пічак, Гарасим та Я. Уляк. На прохання членів гуртка і інтервенції повітового правління в Ельблонгу у місцевої влади гуртку передали на світлицю приміщення старої школи в Кшевську. Зараз ця школа вже не існує. На її місці зведено дерев'яні будинки навпроти автозаправної станції «Лотос». В Кшевську розпочато науку української мови. Як згадував М. Павлище:
«Люди почали гуртуватися в рядах товариства. Засновано драматичний гурток, який поставив кілька п'єс: „Безталанна“, „Дійшов до розуму“, „Катерина“ та ін. З п'єсами ми їздили до Гданська, Ельблонга та Дзежгоня. В праці драмгурткові допомагали вчителі Іван Набула, а пізніше Петро Коваль. Допомагав гурткові також старший віком та досвідом і режисерським хистом Осип Путько».
1958 р. За гроші виручені з колядок гурток в Кшевську побудував сцену в новій школі, вул. Elbląska 15 в Журавці. Там виставлялися п'єси та готувалися інші імпрези. Перший вчитель української мови в Кшевську Іван Набуда організував декламаторсько-співочий гурток, до якого входив і Михайло Павлище. У зв'язку з хором згадується його куратор Я Уляк, імовірно другий керівник гуртка. Після виїзду Я. Уляка на Україну (УРСР) гурток в Кшевську розпався.
Відбудовою гуртка зайнявся Михайло Павлище. Наявні інформація проте, що На II з'їзд УСКТ у Варшаві 1960 р. поїхав Михайло Павлище, який кілька років головував у гуртку. Отже керівником гуртка він став, імовірно, одразу після виїзду Уляка в районі 1958 р. і залишався їм до самої смерті. Відомо, що 1965 р. у Кшевську відбулися урочисті збори присвячені пам'яті Великого Кобзаря. У художній частині брав участь Михайло Павлище. Дуже активно працював гурток до 1965 р. В 1964—1967 рр. багато дуже активних дівчат і хлопців поженилися, повиходили заміж і роз'їхалися по різних селах і містах.
1971 р. Михайло Павлище в своїй ретроспективній статі в газеті «Наше слово» під титулом «На Жулавах» так описував ситуацію в гуртку:

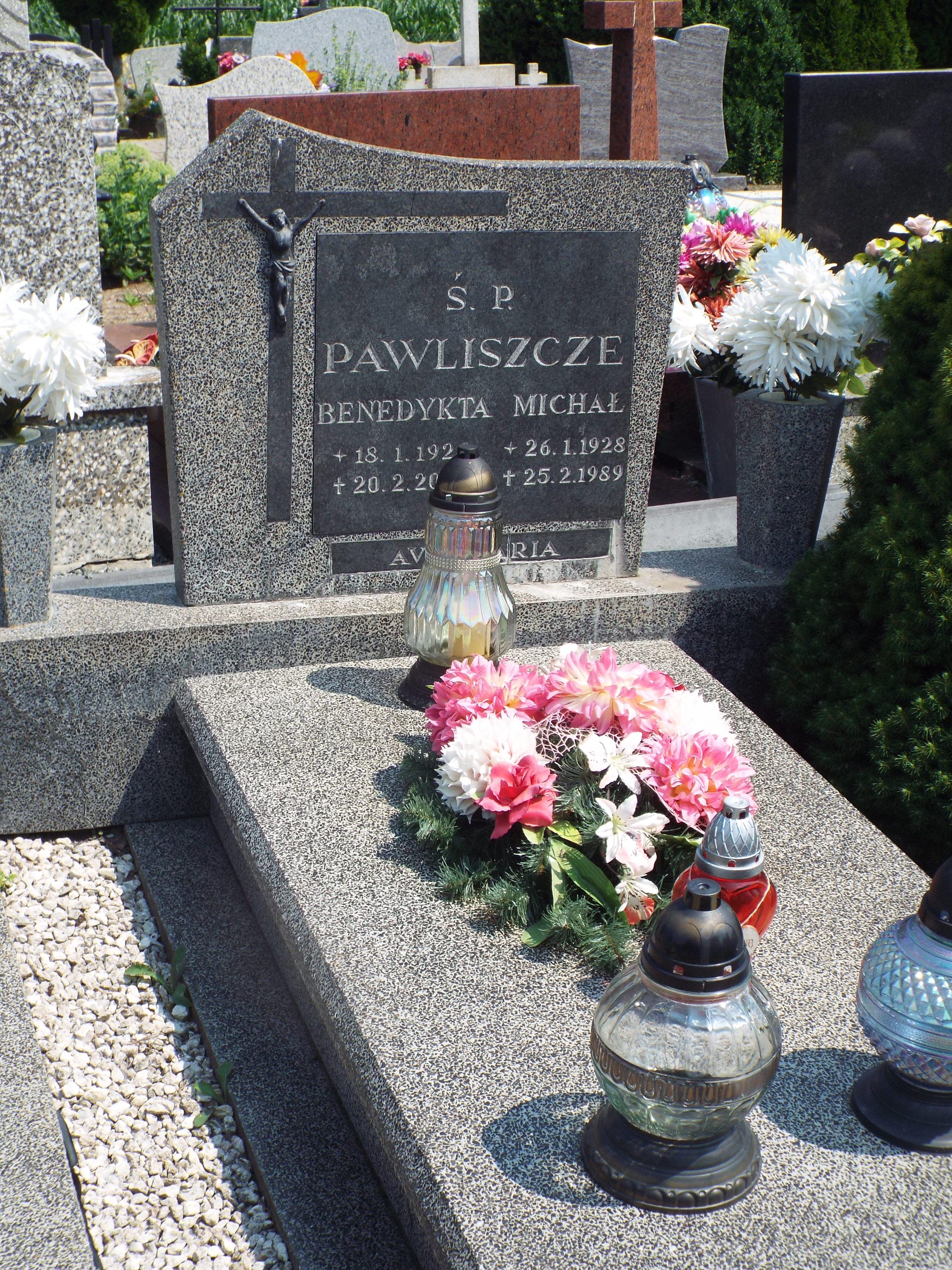
Поховання Михайла Павлища — керівника гуртка УСКТ в с. Кшевську. Фото 2021 р.

«Зараз ведеться в нашому гуртку в основному організаційна та колпортажна робота. Головою гуртка на останніх зборах знову вибрано Михайла Павлище. Наш гурток нараховує 36 членів, які всі сплатили внески на 71 р. На 56 родин, які живуть в нашій громаді 28 передплачує регулярно „Наше слово“. Слід сказати що з цих 56 родин по 24 роках маємо 8 осіб з вищою освітою, в тому двох лікарів. 23 особи має середню або неповну вищу освіту. Кілька осіб має середню рольничу освіту».
Організаційна робота полягала на налагодженні транспорту для виїздів членів гуртка до воєводського центру — Гданська та повітового — Ельблонга на українські події та забави. Під час однієї такої події делегати з Кшевська вкинули з зали ідею назвати український хор — «Журавлі», що було підхоплено залою. Відбувалося це в клубі Гданської верфі.
Колпортажна робота полягала на роботі з людьми, щоб збільшити підписку газети УСКТ «Наше слово» та українського календаря. В 1970 р. Кшевськ був одним з лідерів переплати газети «Наше слово» на території навколо Ельблонга. В кінці 1970-х рр. гурток в Кшевську збирав кошти на фонд українського хору «Журавлі». Таким чином, керований Михайлом Павлище гурток був одним з найважливіших для повітового УСКТ в Ельблонгу.
1984 р. відновлений ельблонзький вертеп виступав у Журавці, Маркусах, Кшевську, Жулвенець, Новотках, Кемпневі, Єзьорі та два рази в Ельблонгу. Почали коляду у Гутовських в хаті в Журавцю. По жулявських місцевостях колядників возив своїм трактором Михайло Павлище.
Помер Михайло Павлище 1987 р. в Кшевську і похований на цвинтарі в с. Єзьоро.

## Відзначення
06.02.1977 р. під час наради кола УСКТ в Ельблонгу Михайлу Павлище - керівнику гуртка в Кшевську вручено медаль XX річчя УСКТ. А 29.05.1983 р. під час міжвоєводської наради Ельблонзької ланки та Гданська Михайлу Павлище вручено почесну грамоту за довголітню працю.

## Родина
Мав дружину польку Бенедикту і двох дочок Дануту та Марільку.